# Lượng chất
Trong hóa học, lượng chất trong một mẫu vật chất nhất định được định nghĩa bằng số lượng các hạt nguyên tử rời rạc trong đó chia cho hằng số Avogadro NA. Theo quan điểm nguyên tử thực sự, lượng chất đơn giản là số lượng các hạt cấu thành chất. Các hạt hoặc thực thể có thể là phân tử, nguyên tử, ion, electron hoặc khác, tùy thuộc vào ngữ cảnh. Giá trị của hằng số Avogadro NA đã được xác định là 6,02214076×1023 mol−1. Theo quan điểm nguyên tử thực sự, 1 mol = 6,02214076×1023 mol−1 hạt (số Avogadro)  và do đó hằng số chuyển đổi đơn giản là NA = 1.  Lượng chất đôi khi được gọi là lượng hóa học.
Mol (ký hiệu: mol) là một đơn vị lượng chất trong Hệ đơn vị quốc tế, được xác định (kể từ năm 2019) bằng cách cố định hằng số Avogadro ở giá trị đã cho. Trong lịch sử, số mol được định nghĩa là lượng chất trong 12 gam của đồng vị cacbon-12. Kết quả là, khối lượng của một mol hợp chất hóa học, tính bằng gam, bằng số (cho mọi mục đích thực tế) với khối lượng của một phân tử hợp chất, tính bằng dalton và khối lượng mol của một đồng vị tính bằng gam trên mol bằng số khối. Ví dụ, một phân tử nước có khối lượng khoảng 18,015 trung bình dalton, trong khi một mol nước (chứa 6,02214076×1023 phân tử nước) có tổng khối lượng khoảng 18,015   gam.
Trong hóa học, do quy luật về tỉ lệ thuận, nên việc tác dụng với lượng chất (tức là số mol hoặc phân tử) thuận tiện hơn nhiều so với khối lượng (gam) hoặc thể tích (lít). Ví dụ, thực tế hóa học "1 phân tử oxy (O
2) sẽ phản ứng với 2 phân tử hydro (H
2) để tạo ra 2 phân tử nước (H
2O) "cũng có thể được phát biểu là" 1 mol O
2 sẽ phản ứng với 2 mol H
2 để tạo thành 2 mol nước ". Cùng một thực tế hóa học, được biểu thị theo khối lượng, sẽ là "32g oxy sẽ phản ứng với khoảng 2,0156g hydro để tạo ra khoảng 18,0152g nước "(và các con số sẽ phụ thuộc vào thành phần đồng vị của chất phản ứng). Về thể tích, các con số sẽ phụ thuộc vào áp suất và nhiệt độ của thuốc thử và sản phẩm. Vì những lý do tương tự, nồng độ của thuốc thử và sản phẩm trong dung dịch thường được quy định bằng mol trên lít, chứ không phải gam trên lít.
Lượng chất cũng là một khái niệm thuận tiện trong nhiệt động lực học. Ví dụ, áp suất của một lượng nhất định của khí cao trong một vật nhận có thể tích nhất định, ở một nhiệt độ nhất định, liên quan trực tiếp đến số lượng phân tử trong chất khí (thông qua định luật khí lý tưởng), không phải khối lượng của nó.
Không nên nhầm lẫn nghĩa kỹ thuật này của thuật ngữ "lượng chất" với nghĩa chung là "lượng" trong ngôn ngữ tiếng Anh. Phép đo sau có thể đề cập đến các phép đo khác như khối lượng hoặc thể tích, hơn là số lượng hạt. Có những đề xuất thay thế "lượng chất" bằng các thuật ngữ dễ phân biệt hơn, chẳng hạn như enplethy  và lượng phân số.
IUPAC khuyến nghị rằng "lượng chất" nên được sử dụng thay vì "số mol", cũng như khối lượng không nên được gọi là "số kg".